# Santo Antônio do Leste
Santo Antônio do Leste est une municipalité brésilienne située dans l'État du Mato Grosso.